# Lilla Stutvattnet
Lilla Stutvattnet este o arie protejată (arie specială de conservare — SAC, sit de importanță comunitară — SCI) din Suedia întinsă pe o suprafață de 116,6 ha, integral pe uscat.

## Localizare
Centrul sitului Lilla Stutvattnet este situat la coordonatele 64°09′06″N 18°12′05″E / 64.1516°N 18.2013°E.

## Înființare
Situl Lilla Stutvattnet a fost declarat sit de importanță comunitară în decembrie 1995 pentru a proteja 1 specie de animale. Situl a fost protejat și ca arie specială de conservare în martie 2011.

## Biodiversitate
Situată în ecoregiunea boreală, aria protejată conține 4 habitate naturale: Taiga vestică, Mlaștini împădurite, Turbării Aapa, Mlaștini turboase de tranziție și turbării mișcătoare.
La baza desemnării sitului se află o specie protejată de  nevertebrate: Dytiscus latissimus.